# Miliegræs (art)
Miliegræs (Milium effusum) eller undertiden kaldet almindelig miliegræs er et 50-150 cm højt græs, der vokser på muldbund i løvskove. Blomsterne er samlet i 1-blomstrede småaks.

## Beskrivelse
Miliegræs er en flerårig, urteagtig græsart med en tueformet vækst. Bladene danner en løs tue, og de er ret slappe, flade og helrandede. Oversiden er mørkegrøn, mens undersiden er en smule lysere. Blomstringen sker i juni, hvor man finder blomsterne samlet i småaks, som på deres side danner en åben top. Småaksene har hver især kun én blomst, der er uregelmæssig og mangler både bæger- og kronblade (som sædvenligt hos græsserne). Frugterne er nødder (”korn”).
Rodnettet består af en tæt masse af trævlerødder.
Højde x bredde og årlig tilvækst: 1,00 x 0,50 m (100 x 50 cm/år).

## Voksested
Miliegræs er udbredt i Lilleasien, kaukasus, centralasien, himalaya, Sibirien og Østasien samt i det meste af Europa. I Danmark findes arten almindeligt i de østlige dele af landet, mens den er sjælden i de vestligste dele. Den er knyttet til blandede løvskove og krat, hvor den foretrækker fugtig muldbund.
På skydeområdet i Tranum Plantage findes den sammen med bl.a. alm. brunelle, alm. engelsød, alm. fredløs, alm. gedeblad, alm. hyld, alm. hæg, alm. mangeløv, alm. røn, bølget bunke, dunbirk, gederams, hundeviol, håret frytle, kratfladbælg, lundrapgræs, rødel, stilkeg, storbladet elm og sumphullæbe
| Portal | Portal:Botanik |

## Note
1. ↑  Skov- og Naturstyrelsen: Tranum plantage